# Von der Schönheit
Von der Schönheit (englischer Originaltitel On Beauty) ist ein 2005 erschienener Gesellschafts- und Campusroman der britischen Schriftstellerin Zadie Smith. Die Handlung basiert lose auf E. M. Forsters Roman Wiedersehen in Howards End. Anhand der Gegenüberstellung zweier Familien – den multiethnischen, progressiven Belseys und den schwarzen, konservativen Kipps  – beleuchtet Smith die kulturellen Unterschiede zwischen den USA und Großbritannien, das Wesen der Schönheit und die unterschiedlichen Werthaltungen progressiver und konservativer Akademiker. Der Titel des Romans bezieht sich auf Elaine Scarrys Essay On Beauty and Being Just.
Der Roman war 2005 für den Man Booker Prize nominiert und wurde 2006 mit einem Somerset Maugham Award, einem Anisfield-Wolf Book Award sowie dem Orange Broadband Prize for Fiction ausgezeichnet.
2006 erschien der Roman in der Übersetzung von Marcus Ingendaay bei Kiepenheuer & Witsch auf Deutsch.

## Inhalt

### Handlung
Howard Belsey, ein liberaler britischer Rembrandt-Experte, der an der amerikanischen Universität Wellington in der Nähe von Boston unterrichtet, ist nicht begeistert, als er erfährt, dass sein Sohn Jerome im Sommer in London ein Praktikum bei seinem beruflichen Rivalen, dem konservativen Monty Kipps antreten wird. Zu allem Übel verliebt sich Jerome in Montys Tochter Victoria, die seine Gefühle aber zu Howards großer Erleichterung nicht erwidert. Als Monty als Gastprofessor nach Wellington eingeladen wird, beginnen schwierige Zeiten für Howard: Ideologische Kämpfe mit Monty kosten Zeit und Kraft, die er nach dem Auffliegen seiner Affäre mit seiner Kollegin Claire lieber in die Rettung seiner Ehe investieren sollte.
Howards Gattin Kiki und ihre Kinder Jerome, Zora und Levi verfolgen inzwischen ihre eigenen Projekte: Jerome muss erst einmal seiner unerwiderte Liebe zu Victoria überwinden; Musterschülerin Zora möchte wie ihr Vater eine akademische Laufbahn einschlagen und der jüngste Sohn und Hip-Hop-Fan Levi bemüht sich um die Freundschaft einer Gruppe politischer Aktivisten aus Haiti. Kiki freundet sich inzwischen mit Montys Ehefrau Carlene an und wird von deren unerwartetem Tod aufgrund einer Krebserkrankung schwer getroffen.
Auf einem Open-Air-Konzert im Park lernt die Familie Belsey den jungen, unterprivilegierten Rapper Carl kennen. Zora Belsey ist sofort von seiner Schönheit bezaubert. Als sie ihn bei einer open-mike-Veranstaltung in einem Szenelokal wiedertrifft, macht sie ihn mit ihrer Lyrik-Professorin Claire bekannt. Diese lässt sich schnell von Carls Talent überzeugen und verschafft ihm einen Platz in ihrem Seminar, obwohl er nicht einmal an der Universität inskribiert ist. Als Monty Kipps eine Kampagne startet, um außerordentliche Studenten wie Carl von Wellingtons Lehrveranstaltungen auszuschließen, springt Zora Carl zur Seite und setzt sich für sein Verbleiben in ihrem Lyrik-Seminar ein. Ihr Einsatz bleibt allerdings in romantischer Hinsicht unbelohnt – Carl verliebt sich in Victoria Kipps und die beiden werden ein Paar. Als die enttäuschte Zora ihn konfrontiert, wirft er ihr, um ihr das Gefühl moralischer Überlegenheit zu nehmen, seinerseits einige unbequeme Wahrheiten an den Kopf: Ihr eigener Vater Howard hatte auch schon eine Affäre mit Victoria, und auch Monty hatte schon eine Affäre mit einer Studentin. Zora informiert ihre Mutter. Kiki kann Howard diese zweite Affäre nicht mehr vergeben und bittet um die Scheidung. Sie ist nun finanziell unabhängig, da Carlene Kipps ihr ein wertvolles Gemälde vererbt hat.

### Figuren
Howard Belsey: Dozent für Kunstgeschichte, ursprünglich aus England. Er unterrichtet an der amerikanischen Universität Wellington und forscht primär zu Rembrandt – die Arbeit an der nächsten geplanten Publikation geht allerdings nur sehr schleppend voran. Politisch liberal eingestellt und atheistisch, kokettiert er gelegentlich noch mit seiner Herkunft aus der Arbeiterklasse, hat aber, wie in seinem unbeholfenen Umgang mit seinem Vater sichtbar wird, großteils den Bezug zu seinen Wurzeln verloren.
Kiki Belsey: Howards Gattin, Afro-Amerikanerin, ursprünglich aus Florida. Sie ist seit 30 Jahren mit Howard verheiratet und arbeitet als Krankenschwester. Feministisch und bodenständig, durchschaut sie die Prätensionen ihres akademischen Umfelds und lässt sich nicht von ideologischen Grabenkämpfen und akademischen Streitereien davon abhalten, eine Freundschaft mit Carlene Kipps anzuknüpfen.
Jerome Belsey: Ältester Sohn der Belseys. Trotz seiner atheistischen Erziehung hat der ernste und idealistische junge Mann unlängst die christliche Religion für sich entdeckt. Er setzt die Handlung in Gang, als er sich während eines Praktikums in London in Victoria Kipps verliebt.
Zora Belsey: Tochter der Belseys. Sie studiert an der Universität Wellington. Intelligent, ehrgeizig und meinungsstark, eifert sie ihrem Vater nach und möchte ebenfalls im akademischen Betrieb Fuß fassen. Wie ihr Vater vertritt auch Zora eine progressive Politik und setzt sich für sozial benachteiligte Kommilitonen ein, allerdings nicht ganz ohne Hintergedanken. Als das angebetete Objekt ihrer Bemühungen diese nicht in der erhofften Weise würdigt, ihr Scheinheiligkeit vorwirft und Ernüchterndes über ihren Vater mitteilt, wird Zora in ihren bisherigen Überzeugungen erschüttert.
Levi Belsey: Jüngster Sohn der Belseys. Er hält sich mit Gelegenheitsjobs über Wasser, möchte sich von seiner Mittelschichts-Herkunft distanzieren, und sucht daher die Freundschaft und Anerkennung einer Gruppe politischer Aktivisten aus Haiti.
Montgomery ("Monty") Kipps: Howard Belseys beruflicher Rivale, ursprünglich aus Trinidad. Zu Beginn des Romanes lebt er mit seiner Familie in London, erhält später jedoch eine Position als Gastprofessor an die Universität an der auch Howard unterrichtet. Er hat seine Publikation über Rembrandt bereits fertig gestellt. Die Antipathie zwischen ihm und Howard beruht zum Teil auf beruflicher Eifersucht, zum Teil auf ideologischen Differenzen – Monty ist streng christlich, konservativ und hält jegliche Maßnahmen zur positiven Diskriminierung für kontraproduktiv.
Carlene Kipps: Montys Gattin. Ihr scheues Wesen verleiht ihr die Aura des Geheimnisvollen und lässt verborgene Tiefen vermuten. Vordergründig entspricht sie vollkommen dem Ideal einer christlichen Ehefrau und scheint in ihrer Rolle als Hausfrau und Mutter komplett aufzugehen.
Victoria Kipps: Tochter der Kipps. Sie gilt als außergewöhnliche Schönheit und ist sich ihrer Vorzüge durchaus bewusst. Sie hat stets eine reiche Auswahl an Verehrern, die sie auch gerne gelegentlich erhört und lässt sich von den strengen Moralvorschriften ihres frommen Vaters in dieser Hinsicht nicht einschränken.
Claire Malcolm: Howards Kollegin. Gerade erst ist ihre inzwischen beendete Affäre mit Howard aufgeflogen. Sie unterrichtet Zoras Lyrik-Seminar und unterstützt Zora bei ihrem Einsatz für Carl Thomas.
Carl Thomas: Rapper aus Roxbury. Er kommt aus einem bildungsfernen Milieu, zieht aber durch sein Talent und seine Schönheit die Aufmerksamkeit von Zora Belsey auf sich, die ihm einen Platz als außerordentlicher Hörer in ihrem Lyrik-Seminar verschafft. Monty Kipps setzt sich gegen seinen Verbleib an der Universität ein, was Carl aber nicht davon abhält, sich in dessen Tochter Victoria zu verlieben.

## Themen
Ein zentrales Thema des Romans ist die Universität als Schauplatz von Kulturkämpfen. Als Handlungsort wählt Smith die fiktionale Universitätsstadt Wellington in der Nähe von Boston. Die dort herrschende Atmosphäre wird geprägt von Privileg, Ehrgeiz und Anspruchsdenken und weckt so Assoziationen zu Harvard, wo Smith nach dem Erfolg ihres Romans Zähne zeigen eine Stelle als Fellow am Radcliffe Institute for Advanced Study antrat.
Suche nach Identität
Immer wieder werden die Figuren des Romans auf der Suche nach ihren Wurzeln, nach dem richtigen Standpunkt, nach ihrem Platz in der Welt mit Fragen der Identität konfrontiert. Die Belsey Kinder haben die schwarze Hautfarbe ihrer Mutter geerbt, fühlen sich aber aufgrund ihrer bürgerlichen Herkunft oft nicht "schwarz genug". Der jüngste Sohn Levi versucht dieses Gefühl des Mangels durch seine Bemühungen um eine Gruppe politischer Aktivisten aus Haiti zu kompensieren. Auch Carl Thomas, der Rapper von der Straße, übt eine große Anziehungskraft auf ihn und seine Geschwister aus, weil er für sie eine authentischere Form des Schwarz-Seins verkörpert. Howard, dem der soziale Aufstieg aus der Arbeiterklasse gelang, hat seine Vergangenheit inzwischen so weit wie möglich hinter sich gelassen. In seinen politischen Überzeugungen trägt er dieser Periode seines Lebens zwar noch Rechnung, doch bei einem Besuch seines Vaters wird deutlich, dass er mit den Menschen aus seinem Herkunftsmilieu nichts mehr anzufangen weiß. Im Grunde ist er nicht weniger bestrebt, sich von seinen Wurzeln zu distanzieren als der inzwischen gründlich anglizierte Monty Kipps, der seinen eigenen Erfolg für den Beweis einer funktionierenden Meritokratie und Maßnahmen zur Bekämpfung von Rassismus wie etwa positive Diskriminierung daher für überflüssig hält.
Die Identität wird also in einer pluralistischen Gesellschaft nicht mehr zwangsläufig durch die Herkunft bestimmt, und die Werthaltung nicht zwangsläufig durch die Erziehung. Anhand der beiden unterschiedlichen Familien Kipps und Belsey zeigt Smith die Unberechenbarkeit pädagogischer Ergebnisse: Jerome, der Sohn des atheistischen Howards, entwickelt eine Neigung zur pietistischer Frömmigkeit. Er sucht nach Orientierung und Struktur, die er in dem von einer Laissez-Faire-Haltung geprägten Erziehungsstil Howards vermisst. Howard übt sich in seiner Vaterrolle in Zurückhaltung, die aber auch als Vernachlässigung empfunden werden kann. Das Gegenmodell verkörpert Monty Kipps, der als typischer Patriarch agiert und so einen Eindruck von familiären Zusammenhalt schafft, von dem sich Jerome angezogen fühlt. Aber auch hier ist das Resultat nicht immer das erhoffte – Montys Tochter Victoria hält sich wenig an die vom Vater propagierten konservativen Werte wie Enthaltsamkeit und Bescheidenheit, und die Eltern schauen lieber nicht so genau hin.
Kulturkampf
Einer der vielen Streitpunkte zwischen Howard und Monty ist ihr unterschiedlicher Kunstbegriff. Howard hält ein jährliches Seminar, in dem er gegen die erlösende Macht der Kunst argumentiert. Er sieht Rembrandt nicht als Innovator und Genie, sondern lediglich als kompetenten Handwerker, der sein Schaffen einzig an der Nachfrage der zahlenden Kunden ausrichtete. Privat bevorzugt Howard konzeptuelle Kunstwerke, die allerdings zu transgressiv sind, um sie daheim auszustellen. Monty hingegen würde am liebsten das "frei" aus "freie Künste" entfernen; seine große Leidenschaft ist weniger die Kunst als die medienwirksame Darstellung von Gelehrsamkeit. Er sieht Kunst hauptsächlich als Ware und Wertanlage und protzt gerne mit seiner umfangreichen Sammlung haitianischer Kunst.
Auch in politischer Hinsicht könnten Howard und Monty nicht unterschiedlicher sein. Während Howard jeden Antrag für Gleichstellung und Minderheitenrechte an der Universität unterstützt, ist Monty der Meinung, dass durch positive Diskriminierung der Leistungsgedanke unterminiert wird. Sowohl Howard als auch Monty werden jedoch im Lauf der Handlung als Heuchler entlarvt. Howard behauptet gerne von sich, er hätte so gut wie keine persönliche Erfahrung mit Pornographie, und würde sofort zu einem Buch von Gloria Steinem beitragen, um die Pornographie zu verdammen. Der tief christliche Monty wettert öffentlich gegen Homosexualität, ist aber privat mit einem homosexuellen Baptisten Pfarrer befreundet, der bei Reagans Amtsantritt gepredigt hat.  Tatsächlich nützten sowohl Howard als auch Monty ihre Machtposition an der Universität aus, um Affären mit Studentinnen zu beginnen, was weder mit feministischen noch mit christlichen Werten vereinbar ist.
Zwischenmenschliche Beziehungen
Was Monty und Howard trotz allen ideologischen Differenzen vereint, ist eine gewisse emotionale Labilität. Die Unreife und Untauglichkeit der Männer steht im starken Kontrast zur notgedrungenen Stärke ihrer Ehefrauen, die jeweils den Löwenanteil der Beziehungsarbeit leisten, und den Männern den vermeintlich selbst gewählten Lebensstil und die Karriereobsession ermöglichen, in dem sie dafür notwendigen häuslichen Rückhalt garantieren.
Trotz aller Satire bemüht sich der Roman um eine aufrichtige Umsetzung von Forsters Dictum "Only connect". Im Vordergrund stehen zwischenmenschliche Beziehungen (Eltern-Kind, Ehemann-Ehefrau-Geliebte, Arbeitgeber-Arbeitnehmer, Lehrer-Schüler, Kollegen, Freunde), ihr Scheitern, und die daraus resultierende Entfremdung. Die familiäre Entfremdung – zwischen Ehepartnern, Geschwistern, Eltern und Kindern – spiegelt sich auf einer gesamtgesellschaftlichen Ebene im mangelnden Zusammenhalt zwischen und innerhalb von Klassen, Rassen, und Geschlechtern wider. Strukturen, von denen erwartet wird, dass sie die Basis für ein Gemeinschaftsgefühl bilden, tragen nur zur weiteren Entfremdung der Individuen bei. Authentische Beziehung zueinander werden unter anderem auch dadurch vereitelt, da es den meisten Figuren, mit Ausnahme der vergleichsweise in sich ruhenden Carlene, nicht einmal gelingt, zu sich selbst eine authentische Beziehung aufzubauen – das imaginierte Selbst entspricht nicht dem tatsächlichen.
Bei allen kleinlichen, häuslichen und akademischen Streitereien, die die Handlung vorantreiben, verliert Smith nie das Streben nach Transzendenz aus den Augen. Sie schlägt sich weder auf die Seite der Belseys noch der Kipps und lädt so den Leser ein, ebenfalls eine übergeordnete Sichtweise einzunehmen. Howard und Monty sind zu beschäftigt mit Kulturkampf, um die Schönheiten, die Kultur bereithalten kann, gebührend zu würdigen. Für die jüngere Generation besteht aber noch Hoffnung. Nicht umsonst nimmt die verzückte Schilderung herausragender Kunstwerke – eine Open-air-Aufführung von Mozarts Requiem, ein literarischer Rundgang durch Hampstead Heath, ein Rembrandt-Gemälde, das im Vorlesungssaal an die Wand projiziert wird – eine prominente Stellung im Roman ein. Die Vermutung liegt nahe, dass Smith Howards und Montys rein zweckorientierten Zugang zur Kunst nicht teilt – in ihrem Roman kann Kunst eben doch berühren, verbinden und erlösen.

## Einbettung in die Literaturgeschichte
Der Titel des Romans bezieht sich auf ein Essay der Harvard-Professorin für Anglistik Elaine Scarry über Psychologie und Ästhetik. Scarry betont darin den generativen, sich selbst stets neu erzeugenden Aspekt der Kunst. Smiths Wahl dieser Referenz ist ein erstes Anzeichen, dass Intertextualität in diesem Roman eine große Rolle spielt.
Von der Schönheit ist eine Hommage an E.M. Forsters Roman Wiedersehen in Howards End, dessen Handlung vom Edwardischen England vor dem Ersten Weltkrieg fast 100 Jahre später in die USA verlegt worden ist. Beide Romane beschäftigen sich mit der Überwindung von gesellschaftlichen Schranken zwischen Menschen unterschiedlicher Herkunft und Lebensart. Im Zentrum steht bei Forster das Aufeinandertreffen zweier unterschiedlicher Familien: der in englischen Konventionen erstarrte Wilcox-Klan und der halb deutsch/halb englische Kreis um die Schwestern Schlegel. Die multikulturellen, liberalen Belseys entsprechen den unkonventionellen, künstlerischen Schlegels; Monty Kipps altmodischer Materialismus erinnert an Mr. Wilcox.
Bei Forster beginnt die Geschichte damit, dass sich Helen, die schwärmerische, künstlerisch interessierte Tochter der Familie Schlegel in einen Sohn der geschäftstüchtigen, nüchternen, gewinnorientierten Familie Wilcox verliebt. Bei Smith ist der idealistische, unlängst zum christlichen Glauben konvertierte Jerome Belsey, der für die lebenslustige, viel begehrte Victoria Kipps schwärmt. Wie Forsters Figur Helen fühlt sich auch Smiths Figur Jerome ausgerechnet durch den ideologischen Kontrast zur eigenen Familie besonders angezogen.
Weitere Parallelen finden sich in der Figur des Rap-Wunderkindes Carl bei Smith und Leonard Bast bei Forster – beide sind Künstler aus einfachen Verhältnissen, deren Talent von reichen Gönnern entdeckt wird und werden so zum Spielzeug der höheren Schichten – und in der Freundschaft zwischen den Müttern der beiden Familien, die in beiden Roman in einem wertvollen Geschenk ihren Ausdruck findet. Carlene hinterlässt Kiki in ihrem Testament ein wertvolles Gemälde, Ruth Wilcox hinterlässt Margaret Schlegel das Landgut Howards End.

## Rezeption
In seiner Rezension des Romans in der New York Times begrüßt Frank Rich Zadie Smith als ideale Schiedsrichterin im Kampf der Kulturen. Durch ihren Humor, ihren Geist, ihre Objektivität, ihrem Empathie und ihren Gleichmut scheint sie ihm dafür bestens gerüstet, und als Britin von den schlimmsten Schlachtfeldern in den USA ausreichend distanziert, also ideal positioniert, um ein Buch zu schreiben, das sowohl Rechte als Linke zum Lachen zu bringen vermag – wenn auch vermutlich nicht an den gleichen Stellen. Sebastian Fasthuber bewertet den Roman als gelungenen Versuch, auf altmodische Weise von modernen sozialen Gegensätzen zu erzählen.  Verena Mayr sieht Smiths Leistung vor allem darin, dem akademisch Betrieb pointiert aufs Korn zu nehmen, ohne dabei jedoch die Figuren auf reine Karikaturen zu reduzieren und Klischees zu bedienen. Tobias Heyl bewundert die Virtuosität, mit der die verschiedenen Erzählstränge verwoben werden um ein plastisches und bis ins letzte Detail sorgfältig ausgearbeitetes Bild des Mikrokosmos einer nordamerikanischen Universitätsstadt darzustellen. Andrew Hay lobt die gelungene Balance zwischen den komischen und tragischen Aspekten von Figuren, die einzig für andere leben, kritisiert aber, dass Smith durch eine allzu treue Anlehnung an Forster nicht ihr eigene einzigartige Stimme voll zur Geltung bringen kann. Auch Michiko Kakutani findet die Anklänge an Forster zwar manchmal etwas zu konstruiert, zeigt sich aber beeindruckt von Smiths gutem Ohr für Dialoge und unterschiedliche Soziolekte, sowie ihrem großen Einfühlungsvermögen, das es ihr ermöglicht mit der gleichen Leichtigkeit sowohl die Perspektive von Kindern, Jugendlichen und Erwachsenen einzunehmen, und mit großer Genauigkeit sowohl das abgebrühte Geplänkel von Möchtegern-Rappern, die gesucht pedantische Sprache von Akademikern und die in langjährigen Beziehungen entwickelten Abkürzungen und privaten Codes zwischen Ehepaaren abzubilden. Das Endresultat sei ein Roman, der sowohl berührt als auch unterhält, provoziert und doch menschenfreundlich ist.
Ein Roman, dessen Reiz vielfach in der genauen Abbildung unterschiedlicher Lebenswelten und der ihnen zugehörigen Sprachstile bzw. Sprechweisen gesehen wird, stellt bei der Übersetzung eine besondere Herausforderung dar – Micha Osterman betont daher besonders auch die Leistung des deutschen Übersetzers Marcus Ingendaay, dem es gelinge, diese sprachlichen Feinheiten und Unterscheidungen auch im Deutschen zu bewahren.